# Bukowo (Bartoszyce)
Bukowo (deutsch Buchau) ist ein Ort in der polnischen Woiwodschaft Ermland-Masuren. Er gehört zur Gmina Bartoszyce (Landgemeinde Bartenstein) im Powiat Bartoszycki (Kreis Bartenstein (Ostpr.)).

## Geographische Lage
Bukowo liegt in der nördlichen Mitte der Woiwodschaft Ermland-Masuren, 32 Kilometer südwestlich der einstigen und heute auf russischem Staatsgebiet gelegenen Kreisstadt Friedland (russisch Prawdinsk) bzw. sieben Kilometer südwestlich der heutigen Kreismetropole Bartoszyce (deutsch Bartenstein).

## Geschichte
Gut Buchau war bis 1945 ein Wohnplatz innerhalb des Gutsbezirk bzw. der Landgemeinde Hermenhagen (polnisch Osieka) im ostpreußischen Kreis Friedland (1927 bis 1945: „Kreis Bartenstein“). 37 Einwohner zählte der Ort im Jahre 1905. Von 1930 bis 1945 war Leo Hoenig der Besitzer des Gutes, das Anfang 1945 etwas 200 Hektar umfasste. 
Als 1945 das gesamte südliche Ostpreußen an Polen fiel, erhielt Buchau die polnische Namensform „Bukowo“. Der kleine Ort ist heute eine Ortschaft im Verbund der Landgemeinde Bartoszyce (Bartenstein) im Powiat Bartoszycki (Kreis Bartenstein (Ostpr.)), von 1975 bis 1998 der Woiwodschaft Olsztyn, seither der Woiwodschaft Ermland-Masuren zugehörig. Im Jahre 2021 zählte Bukowo 41 Einwohner.

## Religion
Christentum
Bis 1945 war Buchau in die evangelische Stadtkirche Bartenstein in der Kirchenprovinz Ostpreußen der Kirche der Altpreußischen Union, außerdem in die römisch-katholische St.-Bruno-Kirche in Bartenstein im damaligen Bistum Ermland eingepfarrt.
Kirchlicherseits gehört Bukowo auch heute zur Kreisstadt Bartoszyce – zur dortigen römisch-katholischen Pfarrei, die jetzt dem Erzbistum Ermland zugeordnet ist, und zur dortigen evangelischen Kirchengemeinde, die jetzt eine Filialgemeinde der Johanneskirche in Kętrzyn (Rastenburg) in der Diözese Masuren der Evangelisch-Augsburgischen Kirche in Polen ist.

## Verkehr
Bukowo liegt an der verkehrsreichen polnischen Landesstraße 51 (hier im Abschnitt der ehemaligen deutschen Reichsstraße 142), die bis in die Woiwodschaftshauptstadt Olsztyn (Allenstein) führt. Eine Bahnanbindung besteht nicht.